# Celedonio Pereda
₫Celedonio Vicente Pereda Ayarragaray (Buenos Aires, 4 de octubre de 1923-24 de febrero de 1983) fue un estanciero y dirigente patronal rural argentino, cabeza del grupo empresario de base rural de la Familia Pereda, que fuera uno de los principales grupos económicos de la Argentina. Presidió la Sociedad Rural Argentina entre 1972 y 1978 y fue uno de los líderes de la Asamblea Permanente de Entidades Gremiales Empresarias (APEGE), que fue una de las principales organizaciones que impulsaron la dictadura cívico-militar que tomó el poder el 24 de marzo de 1976. No debe ser confundido con su hermano, Vicente Celedonio Pereda Ayarragaray (nacido en 1927), ni con su padre, Celedonio Vicente Pereda Girado (1888-1970).

## Biografía
Celedonio Vicente Pereda Ayarragaray nació en Buenos Aires el 4 de octubre de 1923. Su padre fue Celedonio Vicente Pereda Girado (1888-1970), un rico estanciero argentino fundador del grupo económico de la Familia Pereda, y su madre fue María Adela Ayarragaray Piñeyro. En la década de 1950 se casó con Matilde Born, perteneciente al grupo Bunge y Born.
A la muerte de su padre en 1970, pasó a liderar el grupo económico de la Familia Pereda. En 1972, accedió a la presidencia de la Sociedad Rural Argentina (SRA). Durante el gobierno constitucional de María Estela Martínez de Perón, el 14 de agosto de 1975, en representación de la SRA, fue uno de los fundadores de la Asamblea Permanente de Entidades Gremiales Empresarias (APEGE) con el fin de «corregir el rumbo» contra «la insistencia oficial en actualizar las mismas argucias y recetas que han motivado reducción del nivel de vida de la población».
Vicente Muleiro dice:

En el 76 los civiles van más allá: arman ―al solo fin dictatorial― la Asamblea Gremial Empresaria (APEGE), donde confluyen los grandes grupos empresarios y la Sociedad Rural. Ahí juegan fuerte Jorge Aguado, Jorge Zorreguieta, Armando Braun, Celedonio Pereda y Osvaldo Cornide, entre otros.
Vicente Muleiro, en 1976: el golpe civil

En octubre de 1975 la Sociedad Rural Argentina y otras organizaciones rurales patronales, decretaron un "durísimo paro agrario nacional" contra el gobierno, que duró once días. El paro produjo una reducción considerable del área sembrada y  desabastecimiento de varios productos rurales.
En febrero de 1976 la APEGE lanzó un plan de lucha y declaró un lockout general para el 16 de febrero, que ha sido generalizadamente considerado como uno de los antecedentes directos del golpe de Estado del 24 de marzo de 1976. Los empresarios convocaron «al País» a adherir al lockout con el lema «Porque todos los argentinos son víctimas de un proceso que conduce inexorablemente a la disgregación y el caos». Uno de los principales cuestionamientos de Asamblea empresarial se enfocó contra el «constante aumento del poder sindical», «la desmedida influencia de una conducción sindical no representativa» «(pseudorigentes)» y lo que consideraba una «entrega el país al sindicalismo continuando su camino hacia el marxismo».
El paro patronal fue severamente criticado por diversas organizaciones como las Juventudes Políticas, e incluso algunas organizaciones empresarias, denunciando sus fines golpistas. En el movimiento obrero varios sindicatos la cuestionaron, como la Uocra, que publicó un comunicado llamando a los trabajadores «a no prestarse al juego que, sustentado por un espíritu sectario, diversos sectores empresarios instrumentaron con el propósito de sacudir los cimientos de la República, a través de una rotura del orden constitucional». Las 62 Organizaciones, por su parte publicaron una solicitada en los diarios con el título en mayúsculas de «NO AL LOCK-OUT PATRONAL»:

Cabe destacar que, en esta emergencia, no son las entidades más o menos tradicionales de la industria y el comercio las que lanzan la consigna del llamado “paro.” Asociaciones como la Confederación General Económica, CGE, y Confederación de la Industria Argentina, CINA, acaban de aclarar categóricamente que no se sumarán al inminente “lock out”. Las que lo auspician son recientes, de escasa o discutible representatividad. Son las “formaciones especiales” del gorilismo de extracción patronal. (…) En esas huestes que arden en deseos de ensayar el drástico recurso obrero de la huelga, casi nunca empleado sino cuando no cabe otro, predominan los fabricantes de vacas, actividad que –por respetable que puedan ser en general –suelen confiar a la naturaleza, tan pródiga en nuestra tierra. Ese dato define, mejor que cualquier otro, la composición social del comando huelguístico de la oligarquía (…) Figuran también en esas filas los desubicados de siempre. ¿Qué esperan los almaceneros, por ejemplo, de la Sociedad Rural? ¿Qué vincula a la Cámara de la Construcción con los distribuidores de carne, frutas u hortalizas? Creemos saber que los une, en realidad: un común comando que parece haber llegado a creer que una dictadura resolvería sus problemas.

Una vez instalada la dictadura, la Sociedad Rural Argentina, bajo la gestión de Celestino Pereda, aportó al gobierno de la dictadura a uno de sus principales dirigentes, Jorge Zorreguieta, quien se desempeñó simultáneamente como subsecretario de Agricultura de la Nación (1976-1979) y presidente de la Junta Nacional de Granos.
Murió el 24 de febrero de 1983.